# Булдыри
Булдыри — деревня в Юрлинском муниципальном округе Коми-Пермяцкого округа Пермского края России.

## История
Деревня упоминается в исповедных росписях от 1770 года Емь-Лопвинской (Юрлинской) церкви. На реке Сюрол возле Булдырей работали четыре мельницы: Сивинская, Борок, Березник и Сюролка.
По одной из легенд богатый мужик Абрам, живший в деревне Булдыри, впоследствии раскулаченный, закопал лодку с золотом. Это место никто не мог найти.
До 2020 года входила в состав ныне упразднённого Усть-Зулинского сельского поселения Юрлинского района.

## География
Деревня находится в северо-западной части края, в пределах северо-восточной окраины Восточно-Европейской равнины, в районе южно-таёжных пихтово-еловых лесов, к западу от реки Сюрол, на расстоянии приблизительно 23 километров (по прямой) к северо-востоку от села Юрла, административного центра района. Абсолютная высота — 159 метров над уровнем моря.
Климат
Климат характеризуется как умеренно континентальный, с продолжительной холодной зимой и умеренно прохладным летом. Средняя многолетняя температура самого холодного месяца (января) составляет −15,7 °С (абсолютный минимум — −48 °С), температура самого тёплого (июля) — +17,6 °С (абсолютный максимум — 37 °С). Продолжительность безморозного периода составляет 110 дней.

## Население
| 1884 | 1909 | 1926 | 1970 | 2010 |
| ---- | ---- | ---- | ---- | ---- |
| 280  | 369  | 418  | 149  | 46   |

Половой состав
По данным Всероссийской переписи населения 2010 года в половой структуре населения мужчины составляли 58,7 %, женщины — соответственно 41,3 %.
Национальный состав
Согласно результатам переписи 2002 года, в национальной структуре населения русские составляли 92 % из 52 человек.

## Экономика
Основные экономические отрасли сельское хозяйство, лесное хозяйство, розничная торговля, охота, сбор дикоросов. В д. Булдыри работает крестьянско-фермерское хозяйство по разведению КРС и лошадей А.А. Кудымова. Окрестности д. Булдыри славятся кедровым орехом, морошкой, черникой и брусникой издавна был для местных жителей не просто привычным делом, но и тем занятием, благодаря которому можно было неплохо подзаработать. На сбор ягод и ореха приезжают со всего Юрлинского района.